# Squeeze (enxadrismo)
Squeeze (termo de origem inglesa) é uma expressão que indica, no enxadrismo, um zugzwang parcial, no qual somente um dos enxadristas irá para uma situação desfavorável, ou à derrota, em virtude da obrigação de fazer o seu lance.